# Eric-Emmanuel Schmitt
Eric-Emmanuel Schmitt (Sainte-Foy-lès-Lyon, França, 28 de març de 1960) és un filòsof, escriptor i dramaturg francès nacionalitzat belga. Les seves obres s'han traduït i interpretat a més de 30 països de tot el món.
Va estudiar al Lycée du Parc a Lió i va ser acceptat a l'École Normale Supérieure de París (1980-1985), on va rebre el doctorat en filosofia amb la tesi "Diderot i la metafísica". Es va passar llavors tres anys ensenyant a Cherbourg-Octeville i a la universitat de Chambéry.
D'ascendència alsaciana, va créixer sota la influència atea dels seus pares, però Schmitt finalment es va confessar cristià, després d'anys de ser agnòstic.
Es va donar a conèixer com a escriptor teatral. El seu primer treball, La nuit de Valognes, es va representar entre 1991 i 1992, tant a França com a l'estranger. El primer èxit arribava amb la segona obra, Le Visiteur, que va guanyar el premi Molière com a millor autor i millor espectacle el 1993. Va ser estrenada al Teatre Poliorama l'u de febrer de 1996, en una producció del Centre Dramàtic de la Generalitat de Catalunya.
Els anys següents van estar farcits d'èxits teatrals com Golden Joe (1995), Variations Énigmatiques (1996), El llibertí (1997 i estrenada a Catalunya el 2007), Milarepa (1997), Frédérick ou Le Boulevard du Crime (1998), Hôtel des deux mondes (1999) i Monsieur Ibrahim et les fleurs du Coran (1999).
Schmitt cobreix una gran varietat de temes en les seves obres. Golden Joe fa una crítica de les actituds cíniques dels implicats en les altes finances. A Variations Énigmatiques, l'autor dona veu a dos homes molt diferents, que parlen de les seves pròpies filosofies de vida i que estimen la mateixa dona. El llibertí és un drama històric sobre la vida del filòsof Denis Diderot i del qual es faria una versió cinematogràfica l'any 2000.
Addicionalment a les seves obres de teatre, Schmitt ha escrit novel·les reeixides com La Secte des Égoïstes (1994), Oscar et la dame rose (1999), L'Évangile selon Pilate (2000), La Part de l'Autre (2001), Lorsque j'étais une œuvre d'art (2002), L'enfant de Noé"(2004), Ma vie avec Mozart (2005).
Les religions del món tenen un paper important en l'escriptura de Schmitt. A Le Cycle de l'Invisible, Schmitt intenta l'harmonització de religions i cultures. Milarepa és la primera prova de la sèrie, a partir de la descripció del budisme tibetà. La segona incursió és Monsieur Ibrahim et les fleurs du Coran dedicada al sufisme, una branca mística de l'islam, amb referències al judaisme. Oscar et la dame rose interpel·la el cristianisme, mentre que L'enfant de Noé, una comparació de judaisme i cristianisme, acaba la sèrie.
De Monsieur Ibrahim et les fleurs du Coran, se'n va fer una versió cinematogràfica l'any 2003, dirigida per François Dupeyron i amb Omar Sharif al principal paper.

## Obres traduïdes al català
- La nit de Valognes. 1996
- El visitant. Barcelona: Llibres de l'Índex, 1996
- L'Òscar i la Peggy Blue. Barcelona: Cruïlla, 2005
- El llibertí. Barcelona: Llibres de l'Índex, 2007
- Variacions enigmàtiques. 2007
- Frédérick o el bulevard del Crim. Palma: Lleonard Muntaner, 2013
- L'hotel dels Dos Mons. Palma: Lleonard Muntaner, 2013

## Filmografia com a director
- Odette Toulemonde, d'Eric-Emmanuel Schmitt (2006)
- Oscar et la Dame rose, d'Eric-Emmanuel Schmitt (2009)